# Karsteniomyces
Karsteniomyces D. Hawksw. (karsteniomyces) – rodzaj workowców (Ascomycota).

## Systematyka i nazewnictwo
Pozycja w klasyfikacji według Index Fungorum: Incertae sedis, Incertae sedis, Incertae sedis, Incertae sedis, Pezizomycotina, Ascomycota, Fungi.
Rodzaj o nieokreślonej pozycji taksonomicznej. Do tej pory opisano 3 należące do niego gatunki. Nazwa polska według W. Fałtynowicza.

## Gatunki
- Karsteniomyces llimonae Boqueras & Diederich 1993 – karsteniomyces pawężnicowy
- Karsteniomyces peltigerae (P. Karst.) D. Hawksw. 1980
- Karsteniomyces tuberculosus Alstrup & D. Hawksw. 1990 – karsteniomyces brodawkowaty

Nazwy naukowe na podstawie Index Fungorum. Nazwy polskie według checklist W. Fałtynowicza.